# 레바논 민족 저항 전선
레바논 민족 저항 전선 (LNRF; 아랍어: جبهة المقاومة الوطنية اللبنانية 자브하트 알-무카와마 알-와타니야 알-루브나니야[*]), 아랍어 약어인 '잠물' (جمول)로 가장 잘 알려져 있으며, 왈리드 줌블라트의 진보사회당이 이끄는 좌익 연합으로, 레바논에서 레바논 내전의 1982-1990년 단계에 활동했다. 이는 이스라엘의 레바논 침공 이후 존재하지 않게 된 레바논 국민 운동의 후계 조직이었다.

## 기원
이 조직은 1982년 9월 16일, 이스라엘군이 서베이루트에 진입한 바로 그날 설립되었다. 레바논 공산당 (LCP) 중앙위원회 서기장 조르주 하위, 레바논 공산주의 행동 조직 (OCAL) 서기장 무흐신 이브라힘, 아랍 사회주의 행동당 – 레바논 (ASAP-L) 서기장 후세인 함단, 아랍 사회주의 바트당 – 레바논 지역, 그리고 시리아 사회민족당 레바논 지부 (SSNP)는 그날 공동 성명을 발표하여 레바논 국민에게 이스라엘 점령에 대항하여 "레바논 민족 저항 전선"으로 무장하고 단결할 것을 촉구했다.
친시리아 성향의 아랍 민주당 (ADP)과 레바논 무장 혁명 분파 (LARF)는 LNRF의 깃발 아래 집결했으며, 이는 팔레스타인 해방기구 (PLO)의 레바논 주둔 좌익 및 마르크스주의 분파, 주로 팔레스타인 해방대중전선 (PFLP)과 팔레스타인 해방민주전선 (DFLP)의 지지를 얻었다.

## 구조 및 조직
LNRF는 레바논의 다른 대규모 무장 단체만큼의 병력을 가지고 있지 않았다. LCP, OCAL, LABP, ADP, LARF, PFLP, DFLP에서 차출된 약 200~500명 정도의 전투원으로 추정되며, 이들은 엘리아스 아탈라의 총괄 지휘를 받았다. 레바논 남부의 자발 아멜 지역에 있는 크파르 룸만 마을에 합동 작전 본부가 설치되었고, 하위와 이브라힘은 매일 만나 서베이루트, 시돈, 티레, 그리고 레바논 남부의 나바티예에 있는 전선 지하 조직의 활동을 조율했다.
대부분의 관찰자들은 전선이 주로 레바논인들로 구성된 친시리아 조직이라고 믿는다. 그러나 PLO는 LNRF가 주장하는 작전들이 실제로는 고립된 팔레스타인 게릴라 세포들과 그들을 지지하는 일부 급진 레바논 좌익들에 의해 수행되었다고 밝혔다.

## 활동: 1982–85
LNRF는 1983년 6월, 7월, 8월에 베이루트, 레바논산, 그리고 남부에서 이스라엘 방위군과 이스라엘 관련 목표물에 대한 공격을 감행했다. 이때 이 조직은 레바논 민족 구원 전선으로 알려졌고 시리아의 지원을 받았다.

## 쇠퇴와 소멸: 1986–2000
상당수의 LNRF 전투원들은 이스라엘군 및 남레바논군 (SLA) 병력과 싸우다 전사했으며, 안와르 야신과 수하 베차라 같은 무장 대원들은 포로로 잡혀 키암 구금 센터에 수감되었다. 다른 여러 명은 1980년대 후반 베이루트와 레바논 남부에서 좌익 활동가들을 겨냥한 암살로 사망했다.
잠물의 마지막 기록된 남부 작전은 1999년에 발생했다.

## 내용주
1. ↑  Diab, Afif (2012년 9월 16일). “Jammoul at 30: Recalling the Birth of Resistance”. 《Al Akhbar English》. Lebanon: Al-Akhbar. 2013년 8월 27일에 원본 문서에서 보존된 문서. 2013년 9월 17일에 확인함.

## 같이 보기
- 레바논 내전
- 레바논 국민 운동
- 레바논 민주 청년 연합